# National Board of Review Awards 2008
80th NBR Awards

14 de janeiro de 2009
Melhor Filme: 

 Slumdog Millionaire 
O 80º Prêmio National Board of Review, que homenageia os melhores filmes de 2008, foi entregue em 12 de janeiro de 2009.

## Top 10: Melhores Filmes do Ano
A NBR nomeia o melhor filme e lista os dez segundos classificados restantes em ordem alfabética.
- Slumdog Millionaire
- Burn After Reading
- Changeling
- The Curious Case of Benjamin Button
- The Dark Knight
- Defiance
- Frost/Nixon
- Gran Torino
- Milk
- WALL-E
- The Wrestler

## Melhores Filmes Estrangeiros do Ano
- The Edge of Heaven
- Let the Right One In
- Roman de Gare
- A Secret
- Waltz with Bashir

## Melhores Documentários do Ano
- American Teen
- The Betrayal
- Dear Zachary: A Letter to a Son About His Father
- Encounters at the End of the World
- Roman Polanski: Wanted and Desired

## Top 10: Melhores Filmes Independentes do Ano
(em ordem alfabética)
- Frozen River
- In Bruges
- In Search of a Midnight Kiss
- Hallam Foe
- Rachel Getting Married
- Snow Angels
- Son of Rambow
- Vicky Cristina Barcelona
- The Visitor
- Wendy and Lucy

## Vencedores
- Melhor Filme:
  - Slumdog Millionaire
- Melhor Filme Estrangeiro:
  - Mongol, Mongólia
- Melhor Filme de Animação:
  - Wall-E
- Melhor Documentário:
  - Man on Wire
- Melhor Ator:
  - Clint Eastwood - Gran Torino
- Melhor Atriz:
  - Anne Hathaway - Rachel Getting Married
- Melhor Ator Coadjuvante:
  - Josh Brolin - Milk
- Melhor Atriz Codjuvante:
  - Penélope Cruz - Vicky Cristina Barcelona
- Melhor Revelação Masculina:
  - Dev Patel - Slumdog Millionaire
- Melhor Revelação Feminina:
  - Viola Davis - Doubt
- Melhor Elenco:
  - Doubt
- Melhor Diretor:
  - David Fincher - The Curious Case of Benjamin Button
- Melhor Diretor Estreante:
  - Courtney Hunt - Frozen River
- Melhor Roteiro Adaptado:
  - Slumdog Millionaire - Simon Beaufoy
  - The Curious Case of Benjamin Button - Eric Roth
- Melhor Roteiro Original (empate):
  - Gran Torino - Nick Schenk
- NBR Liberdade de Expressão (empate):
  - Trumbo
- Prêmio Spotlight:
  - Melissa Leo e Richard Jenkins
- Prêmio William K. Everson de História do Cinema:
  - Molly Haskell e Andrew Sarris